# Ninfa plebea
Pour plus de détails, voir Fiche technique et Distribution.
Ninfa plebea est un film italien réalisé par Lina Wertmüller, sorti en 1996.

## Fiche technique
- Titre : Ninfa plebea
- Réalisation : Lina Wertmüller
- Scénario : Ugo Pirro et Lina Wertmüller d'après le roman de Domenico Rea
- Musique : Ennio Morricone
- Photographie : Ennio Guarnieri
- Montage : Pierluigi Leonardi
- Production : Ciro Ippolito et Fulvio Lucisano
- Société de production : Eurolux Produzione et Italian International Film
- Pays :  Italie
- Genre : Drame et romance
- Durée : 110 minutes
- Dates de sortie : 
  -  Italie : 12 avril 1996

## Distribution
- Stefania Sandrelli : Nunziata / la femme
- Raoul Bova : Pietro / le petit ami de Miluzza
- Lucia Cara : Miluzza / la fille
- Ennio Coltorti : Gioacchino / le mari
- Pepe Da Rosa : Don Peppe
- Rino Marcelli : Nonno Rafele
- Isa Danieli : Gesummina
- Simona Patitucci : Rosanella / Margherita

## Distinctions
Lors de la 41e cérémonie des David di Donatello, le film reçoit 2 nominations (Meilleur second rôle féminin pour Stefania Sandrelli et Meilleur décorateur).